# Non mi chiedermi
Non mi chiedermi è un singolo dell'attrice italiana Paola Cortellesi & The Wooden Chicks feat. Frankie hi-nrg mc, pubblicato nel 2004. Il brano è la sigla della trasmissione televisiva Nessundorma, condotta dalla stessa Cortellesi.

## Descrizione
Il singolo è stato scritto in collaborazione con Rocco Tanica e Frankie hi-nrg mc. Non mi chiedermi è una parodia nei confronti dei girl group ed è virtualmente cantato dal trio delle Wooden Chicks, composto da Peera Williams, Renetha Golden ed Angooria Stark, interpretate dalla Cortellesi in tre diversi travestimenti. I nomi delle tre immaginarie protagoniste del trio sono nomi di frutta, anche se con grafia camuffata. Ricordano la Pera Williams (nome reale di una diffusa cultivar), la Renetta (cultivar di mela) cui è associato l'aggettivo Golden (che è il nome di un'altra cultivar di mela). Infine non manca l'Anguria, cui è associato il segno Stark, che è il nome di un gruppo di cultivar di mele rosse.
Il singolo è stato prodotto da Rocco Tanica e pubblicato dall'etichetta discografica Hukapan di Elio e le Storie Tese e Marco Conforti, nel 2004 in formato CD con numero di catalogo HUK 002.
Il videoclip, girato dai Manetti Bros. e utilizzato nella sigla della trasmissione televisiva Nessundorma, vede le tre Wooden Chicks, la ragazza di colore, la lolita e la provocatrice, eseguire Non mi chiedermi in tre scenografie diverse, come accade nei video anni novanta di girl band come Spice Girls, Girls Aloud, B*Witched, All Saints e Atomic Kitten.

## Tracce
Testi e musiche di Francesco Di Gesù, Paola Cortellesi, Sergio Conforti.
1. Non mi chiedermi
2. Non mi chiedermi (RMX)
3. Non mi chiedermi (Karaoke Version)

## Crediti
- Paola Cortellesi - voce
- Frankie hi-nrg mc - voce

## Edizioni
- 2004 - Non mi chiedermi (Hukapan, HUK 002, CD)